# کریم اکبری مبارکه
کریم اکبری مبارکه (زادهٔ ۲۳ اردیبهشت ۱۳۳۲ – درگذشتهٔ ۸ آبان ۱۳۹۹) بازیگر و کارگردان سینما و تئاتر اهل ایران بود. او در آثار کارگردانان نامداری مانند بهرام بیضایی و داوود میرباقری ایفای نقش کرده بود. مشهورترین نقش وی در سینما، نقش سرکرده در فیلم مرگ یزدگرد و در تلویزیون، نقش ابن ملجم مرادی در سریال امام علی و اَحمَر بن شُمَیط در سریال مختارنامه می‌باشد.

## حرفه
وی کارشناسی بازیگری و کارگردانی تئاتر از دانشکدهٔ هنرهای زیبای دانشگاه تهران بود و فعالیتش را از تئاتر و از سال ۱۳۵۰ شروع کرد. پس از آن در سال ۱۳۵۹، وارد تلویزیون شد.
وی در بخش نمایش کودک و نوجوان دومین جشنوارهٔ تئاتر شهر که در مرداد ۱۳۹۲ برگزار شد، عضو هیئت انتخاب بود. همچنین وی سابقهٔ تدریس تئاتر در اداره ارشاد مشهد، اداره ارشاد شهرری و اداره ارشاد میناب را در کارنامهٔ خود داشت.

## درگذشت
وی در پنجشنبه، ۸ آبان ۱۳۹۹، بر اثر ابتلا به بیماری کرونا در سن ۶۷ سالگی و در تهران درگذشت.

## فیلم‌شناسی

### بازیگر

#### سینما
- مرگ یزدگرد (۱۳۶۰)
- مقاومت (۱۳۶۵)
- مسافران (۱۳۷۰)
- دیدار (۱۳۷۳)
- چند می‌گیری گریه کنی (۱۳۸۴)
- روزهای زندگی (۱۳۹۰)
- ترانه شرقی(۱۳۹۲)
- قندون جهیزیه (۱۳۹۳)
- عطر داغ (۱۳۹۶)

#### تلویزیون
| سال       | نام                          | سمت    | کارگردان         | توضیحات |
| --------- | ---------------------------- | ------ | ---------------- | --- |
| ۱۴۰۲–۱۴۰۱ | آتش و باد (مجموعه تلویزیونی) | بازیگر | مجتبی راعی       | در نقش آسد ممد تصویربرداری این سریال از دی ماه ۹۸ آغاز شد و از ۲۶ اسفند ۱۴۰۱ به مناسب نوروز و رمضان ۱۴۰۲، از شبکهٔ سه پخش شد. |
| ۱۳۹۹      | بچه مهندس‌۳                   | بازیگر | علی غفاری        | در نقش صورت زخمی (یعقوب) |
| ۱۳۹۷      | بچه مهندس‌۲                   | بازیگر | علی غفاری        | در نقش صورت زخمی (یعقوب) |
| ۱۳۹۷      | بچه مهندس‌۱                   | بازیگر | علی غفاری        | در نقش صورت زخمی (یعقوب) |
| ۱۳۹۴      | پشت بام تهران                | بازیگر | بهرنگ توفیقی     | در نقش غفار |
| ۱۳۹۲      | خروس                         | بازیگر | سعید آقاخانی     | در نقش نصرت (پدر خانواده) |
| ۱۳۸۹      | جراحت                        | بازیگر | محمدمهدی عسگرپور | در نقش سرایدار کارخانه |
| ۱۳۸۸      | مختارنامه                    | بازیگر | داوود میرباقری   | در نقش احمر بن شمیط |
| ۱۳۸۵      | جابر بن حیان                 | بازیگر | جواد افشار       | در نقش یکی از درباریان حاکم                                                                                                  |
| ۱۳۸۲      | وارث                         | بازیگر | کاظم بلوچی       | |
| ۱۳۸۱      | حجر بن عدی                   | بازیگر | تاجبخش فنائیان   | |
| ۱۳۸۰      | سیب ترش                      | بازیگر | خسرو معصومی      | |
| ۱۳۸۰      | چراغ‌های خاموش                | بازیگر | کاظم بلوچی       | در نقش کارتن خواب |
| ۱۳۷۶      | بافته‌های رنج                 | بازیگر | مجید بهشتی       | |
| ۱۳۷۴      | عیاران                       | بازیگر | کاظم بلوچی       | |
| ۱۳۷۲      | فاصله                        | بازیگر | مجتبی یاسینی     | |
| ۱۳۷۱      | امام علی                     | بازیگر | داوود میرباقری   | در نقش ابن ملجم |
| ۱۳۶۸      | ظلم شاهان                    | بازیگر | مجتبی یاسینی     | |
| ۱۳۶۷      | حنایی و روباه مکار           | بازیگر |                  | |
| ۱۳۶۷      | ریشه در خاک                  | بازیگر | مجید بهشتی       | |
| ۱۳۶۷      | بخش چهار جراحی               | بازیگر | مسعود فروتن      | |
| ۱۳۶۶      | مرغ حق                       | بازیگر | حسین مختاری      | |
| ۱۳۶۵      | گرگ‌ها                        | بازیگر | داوود میرباقری   | |
| ۱۳۶۴      | میم مثل مصرف                 | بازیگر | مجید بهشتی       | |
| ۱۳۶۴      | پیر وفا (تاریخ اسلام)        | بازیگر | مجتبی یاسینی     | |
| ۱۳۶۳      | میان‌پرده‌های «مشتی صالح»      | بازیگر | مجید بهشتی       | |

### تئاتر
- پهلوان اکبر می‌میرد (۱۳۵۰) نوشتهٔ بهرام بیضایی به کارگردانی ابراهیم سخن‌سنج
- دیکته و زاویه (۱۳۵۲) نوشتهٔ غلامحسین ساعدی به کارگردانی عبدالله اکبری
- جانثار (۱۳۵۳) نوشتهٔ بیژن مفید به کارگردانی عبدالله اکبری
- تیرکمان (۱۳۵۶) نوشتهٔ محمود جعفری به کارگردانی عبدالله اکبری
- کوچ (۱۳۵۶) نوشته و کارگردانی بهزاد فراهانی
- عروس (۱۳۵۶) نوشته و کارگردانی بهزاد فراهانی
- ارباب پونتیلا و نوکرش ماتی (۱۳۵۸) نوشتهٔ برتولت برشت به کارگردانی محمد جعفری
- نسل آواره (۱۳۵۸) نوشته منوچهر شهپر به کارگردانی گروهی
- مرگ یزدگرد (۱۳۵۸) نوشته و کارگردانی بهرام بیضایی
- از خاک تا افلاک (۱۳۵۸) به کارگردانی محمود فرهنگ
- در اعماق (۱۳۵۹) نوشتهٔ ماکسیم گورکی به کارگردانی محمد کوثر
- پیتولاسیون (۱۳۵۹) نوشته و کارگردانی نورالله حسین‌خانی
- پرورشگاه (۱۳۶۳) نوشته و کارگردانی مجید بهشتی
- در ساحل (۱۳۶۵) نوشته محسن یلفانی
- حادثه‌ای در صبح پاییزی (۱۳۶۵) نوشته و کارگردانی ابوالقاسم معارفی
- گوهرشاد (۱۳۶۸) به کارگردانی نورالله حسین‌خانی
- سیمرغ سیمرغ (۱۳۶۹) به کارگردانی قطب‌الدین صادقی
- یکی بود یکی نبود (۱۳۷۰) به کارگردانی مجید سرسنگی
- آن شب که تورو زندانی بود به کارگردانی مجید جعفری
- بیا تا گل برافشانیم به کارگردانی مجید جعفری
- باغ آلبالو (۱۳۹۵) نوشتهٔ آنتوان چخوف و کارگردانی اکبر زنجان‌پور

### کارگردانی

#### تئاتر
- میرآب (۱۳۶۰) نمایش داده‌شده در سالن چهارسو

#### دستیار کارگردان
- اکبر آقا آکتور تئاتر (۱۳۸۵) به کارگردانی اکبر عبدی

### سایر فعالیت‌ها
- حنایی و روباه مکار (۱۳۶۴ کارگردان)
- محکومین بهشت (۱۳۸۴ برنامه‌ریز، دستیار کارگردان و بازی‌گردان)